# Lepus castroviejoi
La liebre de piornal o de Castroviejo (Lepus castroviejoi) es una especie de mamífero lagomorfo de la familia Leporidae endémica de la cordillera Cantábrica, en España.
La especie fue descrita en 1977 por el zoólogo Fernando Palacios, quien la dedicó a Javier Castroviejo, entonces director de la Estación Biológica de Doñana y que fue el primero en recolectar ejemplares de esta especie para su estudio.

## Características
La liebre de piornal (llamada así porque uno de sus hábitats característicos lo constituyen las laderas montañosas cubiertas de piornos (especies del género Cytisus) presenta un tamaño intermedio entre el de la liebre europea (L. europaeus), más corpulenta, y la liebre ibérica (L. granatensis), más pequeña. Mide de 49 a 52 cm de largo, a los que se suman alrededor de 8 de cola y pesa entre 2,6 y 3,2 kilos kg. La mayor parte del pelaje es pardo, más oscuro en el dorso, aunque tiene base blanca; en el vientre, parte trasera de la cola, «collar» y parte de la cara hasta los ojos es completamente blanco. La punta de las orejas es negra, así como la cara dorsal de la cola.

## Distribución y conservación
Además de en los piornales, se la puede encontrar también en brezales y bosques de montaña situados entre los 1000 y 1900 m de altitud. Su área de distribución mundial está restringida a la cordillera Cantábrica, donde la zona ocupada por la especie tiene unos 230 km de longitud por 25 a 40 km de anchura, desde la sierra de los Ancares, entre Lugo y León, hasta la sierra de Híjar, entre Cantabria y Palencia. Aunque es relativamente abundante en la mayor parte de su área de distribución, actualmente se encuentra en regresión en el extremo oriental de ésta, en los límites con las provincias de Cantabria y Palencia. 
No se han hecho estudios de su población, aunque está considerada como una especie vulnerable debido a lo reducido de su área de extensión. A pesar de todo ello es una especie cinegética en León y Cantabria. Su caza está vedada desde hace años en Asturias, no obstante en ninguna provincia está protegida.